# Fissidens peruvianus
Fissidens peruvianus är en bladmossart som beskrevs av Georg Ernst Ludwig Hampe och C. Müller 1879. Fissidens peruvianus ingår i släktet fickmossor, och familjen Fissidentaceae. Inga underarter finns listade i Catalogue of Life.